# گلستان (کرمانشاه)
کله‌ سان روستایی در دهستان جلال وند بخش فیروزآباد شهرستان کرمانشاه استان کرمانشاه ایران است.

## جمعیت
بر پایه سرشماری عمومی نفوس و مسکن در سال ۱۳۹۵ جمعیت این مکان ۱۴۸ نفر (۴۴خانوار) بوده‌است.